# 하이 사인
《하이 사인》(The High Sign) 은 1921년 개봉한 버스터 키튼이 출연한 영화다.

## 줄거리
거리를 돌아다니는 우리의 영웅 버스터는 사격장에 취직해 속임수를 써서 명사수가 된다. 그러자 그 사격장을 운영하던 범죄단은 그에게 암살을 주문한다. 그러나 암살을 해야 하는 사람이 보안을 맡겨 그는 암살도 해야하고 보호도 해야 한다. 결국 그는 보안을 택해 범죄단을 물리치게 된다.

## 캐스팅
- 버스터 키튼 - 버스터
- 바틴 버케트 - 니켈너세 부인
- 찰스 도레티 - 악당
- 알 세인트 존 - 사격장에 있던 사람

## 같이 보기
- 버스터 키튼의 영화 목록